# Фишер, Теодор
Теодор Фишер (нем. Theodor Fischer) 28 мая 1862, Швайнфурт, Бавария — 25 декабря 1938, Мюнхен, Германия) — немецкий архитектор неоклассического направления периода модерна, градостроитель, теоретик архитектуры и педагог.

## Биография
Теодор Фишер был шестым ребенком в семье Фердинанда и Фридерики Фишер в Швайнфурте. После ранней смерти в 1869 году отца, оптового торговца красителями, он поступил в гуманистическую гимназию Швайнфуртa. Именно там проявилась его склонность к рисованию и карикатуре. С 1880 по 1885 год Теодор изучал архитектуру в Мюнхенском техническом университете. Он был учеником Фридриха фон Тирша и его помощника Карла Хохедера, мастера архитектурного рисунка, там же познакомился с античной архитектурой и теорией пропорций от брата Фридриха — Августа Тирша, которую он применял в своих зданиях.
Со временем Теодор Фишер отошёл от историзма, которому учил Фридрих Тирш, и разработал свой собственный стиль, основанный на региональных и социокультурных условиях соответствующей среды.
После окончания учебы с 1886 по 1889 год Фишер сначала работал на строительстве Рейхстага в Берлине, под руководством Пауля Валлота. Там он также посещал лекции в университете и приобрёл важных знакомых, таких как Отто Рит, который впоследствии стал его коллегой по университету, и Вильгельм Реттиг, будущий глава Мюнхенского городского планировочного управления, который в 1893 году пригласил Фишера в управление по расширению города.
После совместной работы в бюро «Reuter & Fischer» с дрезденским архитектором Рихардом Фридрихом Рейтером в 1889—1892 годах Фишер некоторое время работал с Габриэлем фон Зейдлем в Мюнхене. Занимая должность начальника отдела городского развития в муниципальном строительном управлении города Мюнхена с 1893 по 1901 год, Фишер разработал генеральный план развития Мюнхена, который действовал до Второй мировой войны и продолжает формировать облик Мюнхена в некоторых городских районах по сей день.
В 1901 году Теодор Фишер поступил на работу в Технический университет Штутгарта, где до 1908 года был профессором архитектурного проектирования, включая городское планирование. С назначением в Штутгарт начался самый успешный и интенсивный период творческой деятельности Фишера. Он привлекал молодое поколение новым методом обучения, а также открытостью по отношению к идеям своих учеников. По словам архитектора Фрица Шумахера, он был «воспитателем целого поколения архитекторов», которые впоследствии формировали облик городов, «как традиционалистов, так и прогрессивистов», вплоть до окончания Второй мировой войны. Представители «штутгартской школы», известной в Веймарской республике (например, Пауль Шмиттеннер, Хайнц Ветцель), считали Фишера своим «интеллектуальным отцом». В его офисе работали такие противоположные личности, как Бруно Таут и Бонац, Пауль Бонац, который стал его помощником, а затем и преемником на кафедре в Штутгарте, а в 1940-х годах оказался яростным критиком Фишера. Он обвинял Фишера в беспорядке, отсутствии системы и ясности в архитектуре и городском планировании.
В 1908 году Фишер вернулся в Мюнхенский технический университет в качестве профессора архитектуры, где он уже ранее преподавал. В том же году Йенский университет присвоил ему звание почётного доктора по случаю завершения строительства спроектированного им университетского здания.
В 1917 году он опубликовал свои мысли в «Манифесте немецкой архитектуры» (Manifest für die deutsche Baukunst), в котором отстаивал новую форму обучения архитекторов: после двух лет в университете должны были следовать три года обучения в творческой мастерской под руководством мастера. Бруно Таут развил эти идеи в своей «Архитектурной программе», которая легла в основу «Манифеста Баухауса». В своем архитектурном творчестве Теодор Фишер, первоначально начав с подражания историческим стилям, искал направление и стиль, которые бы более соответствовали немецкой традиции. Кропотливые поиски «народного стиля» немецкого зодчества — хайматкунст — частично объясняют националистические высказывания архитектора в начале эпохи Третьего рейха. Тем не менее, несмотря на то, что он скептически относился к радикальной реформе архитектуры, которую национал-социалисты считали «большевистским» искусством, направленным против немецкого духа, и вообще к модернизму, в 1932 году при закрытии нацистами Баухауса, он публично выступил в журнальной статье в защиту новой школы, а в 1933 году в защиту всего Нового строительства непосредственно перед национал-социалистическим руководством на праздновании Дня немецкой культуры в Золотом зале ратуши Аугсбурга в октябре 1933 года Фишер охарактеризовал свой собственный стиль как нечто среднее между историзмом и модерном. Он старался всегда работать в местных условиях, учитывая социально-культурный характер региона, наблюдая лично за социальным эффектом от реализации своих планов.
Теодор Фишер скончался 25 декабря 1938 года в возрасте семидесяти шести лет в замке Лаймер, своей резиденции в Мюнхене, где он прожил с женой Терезой тридцать лет в непосредственной близости от своего архитектурного бюро. Он был похоронен — в сопровождении лишь нескольких друзей — на кладбище Вальдфридхоф в Мюнхене (номер захоронения 039-W-14).

## Градостроительство
Теодор Фишер начал планировать и воплощать в жизнь проекты общественных и жилых зданий для Мюнхена в 1893 году. Он был соучредителем и первым председателем Немецкого Веркбунда (Deutscher Werkbund, 1907), а также членом немецкого движения Город-сад.
Разработанные им строительные нормы как ранняя форма планирования городского развития применялись вплоть до начала 1990-х годов. Он принимал участие в разработке первого немецкого города-сада Хеллерау в качестве консультанта и проектировщика. Теодор Фишер разработал генеральные планы развития Аугсбурга, Кауфбойрена, Швайнфурта и других.

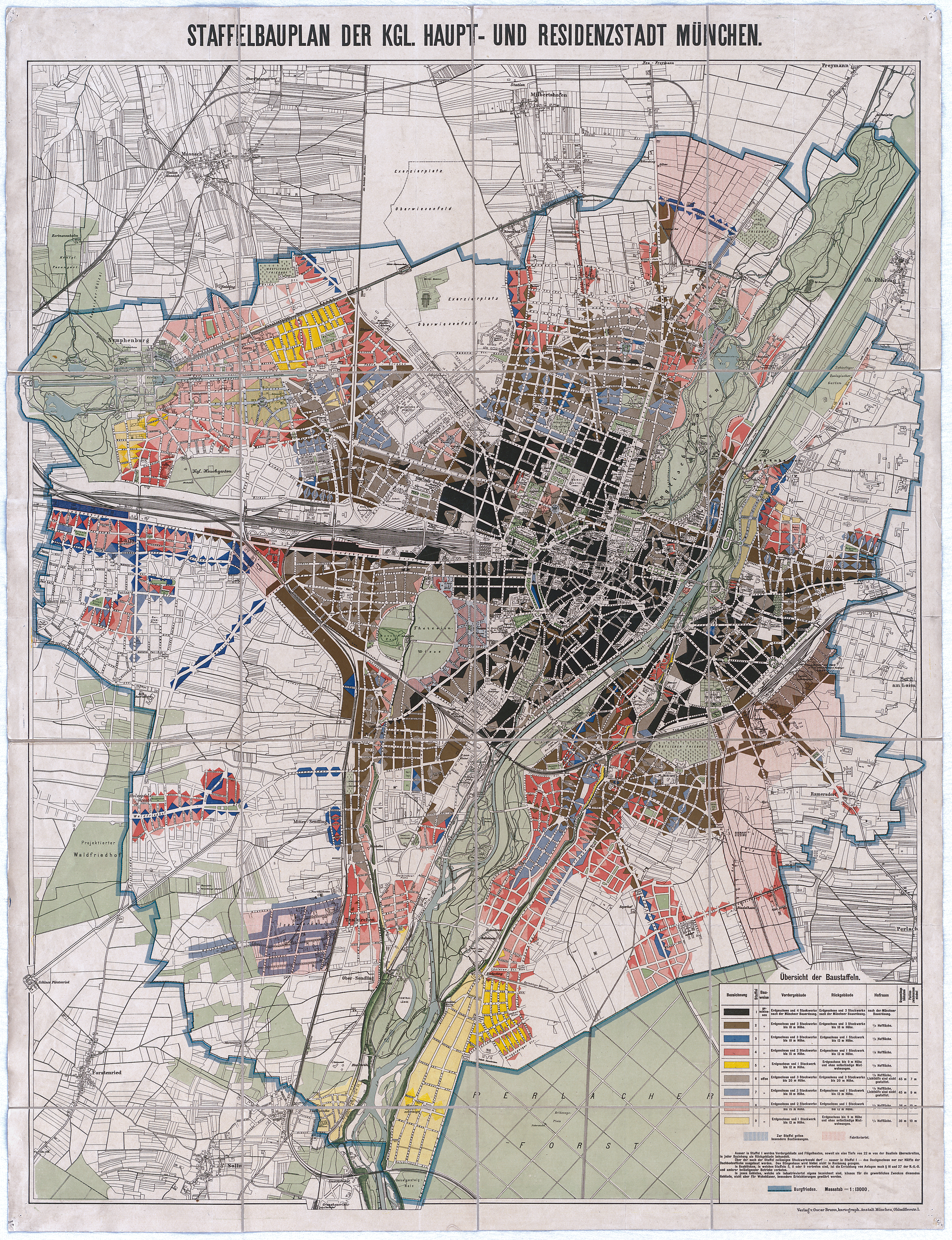
Генеральный план застройки Мюнхена (Staffelbauplan). 1904

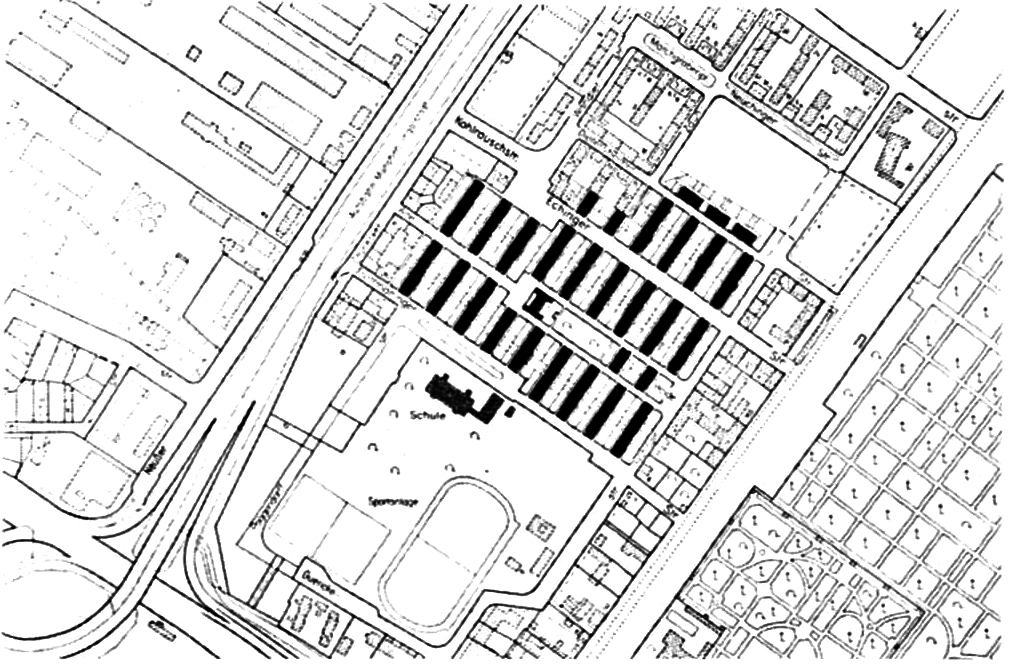
План поселения Альте Хайде. 1918

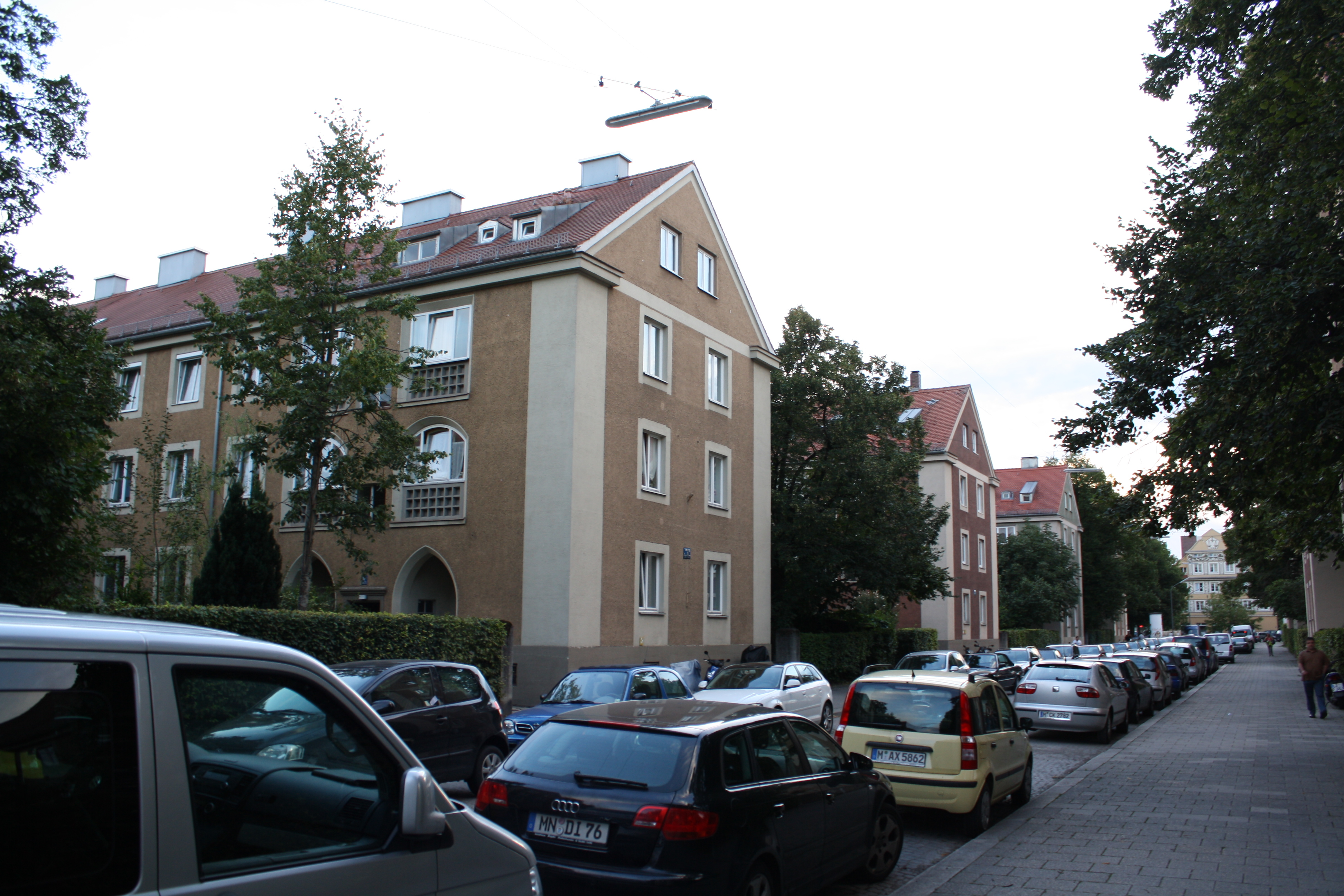
Поселение Альте Хайде в наше время

Чтобы упорядочить стихийный рост города Мюнхена, в 1892 году городской советник (Stadtbaurat) Вильгельм Реттиг (Wilhelm Rettig) организовал «офис расширения города», главой которого в 1893 году был назначен молодой архитектор Теодор Фишер. За время работы в этой должности (1893—1901) он подготовил «Регламент местного планирования» (Staffelbauordnung), который был принят в 1904 году и действовал до 1979 года. В то время Фишер, несомненно, находился под влиянием книги «Художественные основы градостроительства» (1899) Камилло Зитте, однако, воспринял её творчески, добавив элемент движения в восприятие города. «Всего один шаг в сторону и новый взгляд открывается в глубину улицы, каждый шаг вперед меняет перспективу. Если взглянуть на эти элементы проектирования города, можно узнать почерк Фишера во многих местах, во многих пространственных последовательностях. Это город, чьи кварталы требуют движения, и они раскрывают свое очарование только тогда, когда бродишь по нему».
В теории и практике городского планирования Теодор Фишер был последовательным рационалистом, сторонником «практической эстетики», и в 1918—1928 годах реализовал в Мюнхене проект поселения Альте Хайде (Alte Heide), которое можно назвать предшественником модернизма в градостроительстве, в частности приёма строчной застройки.
Среди самых известных учеников профессора Теодора Фишера — представители целой плеяды немецких архитекторов: Пауль Бонац, Хуго Херинг, Эрнст Май, Эрих Мендельсон, Бруно Таут, Рихард Римершмид, Герман Бестельмайер (German Bestelmeyer), Пауль Шмиттхеннер (Paul Schmitthenner), а также известный нидерландский архитектор Якобс Ауд и первый израильский (тогда ещё палестинский) архитектор Рихард Кауфман.

## Постройки

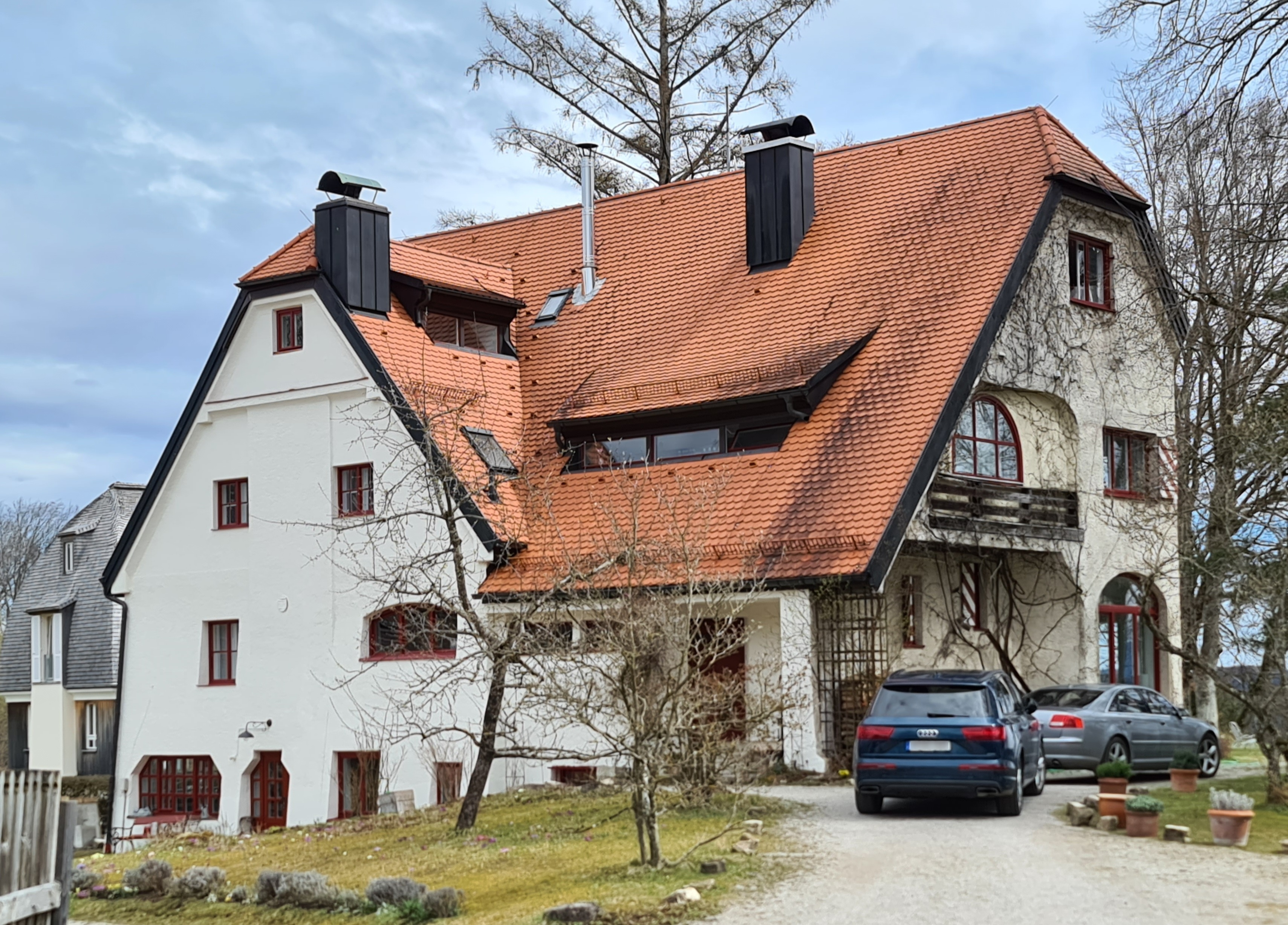
Загородный дом Теодора Фишера
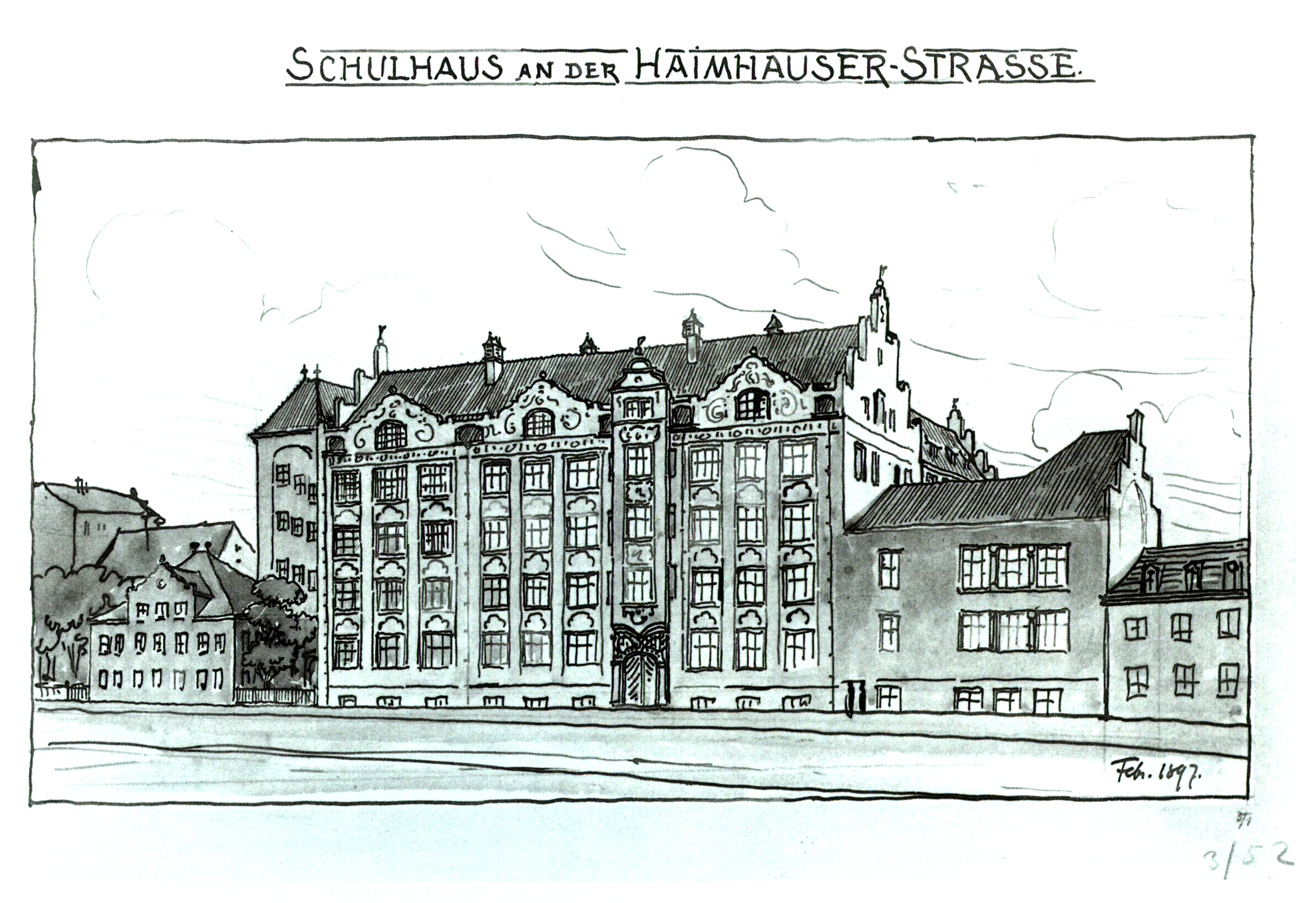
Проект здания школы на Хаймхаузер-штрассе в Мюнхене. 1897
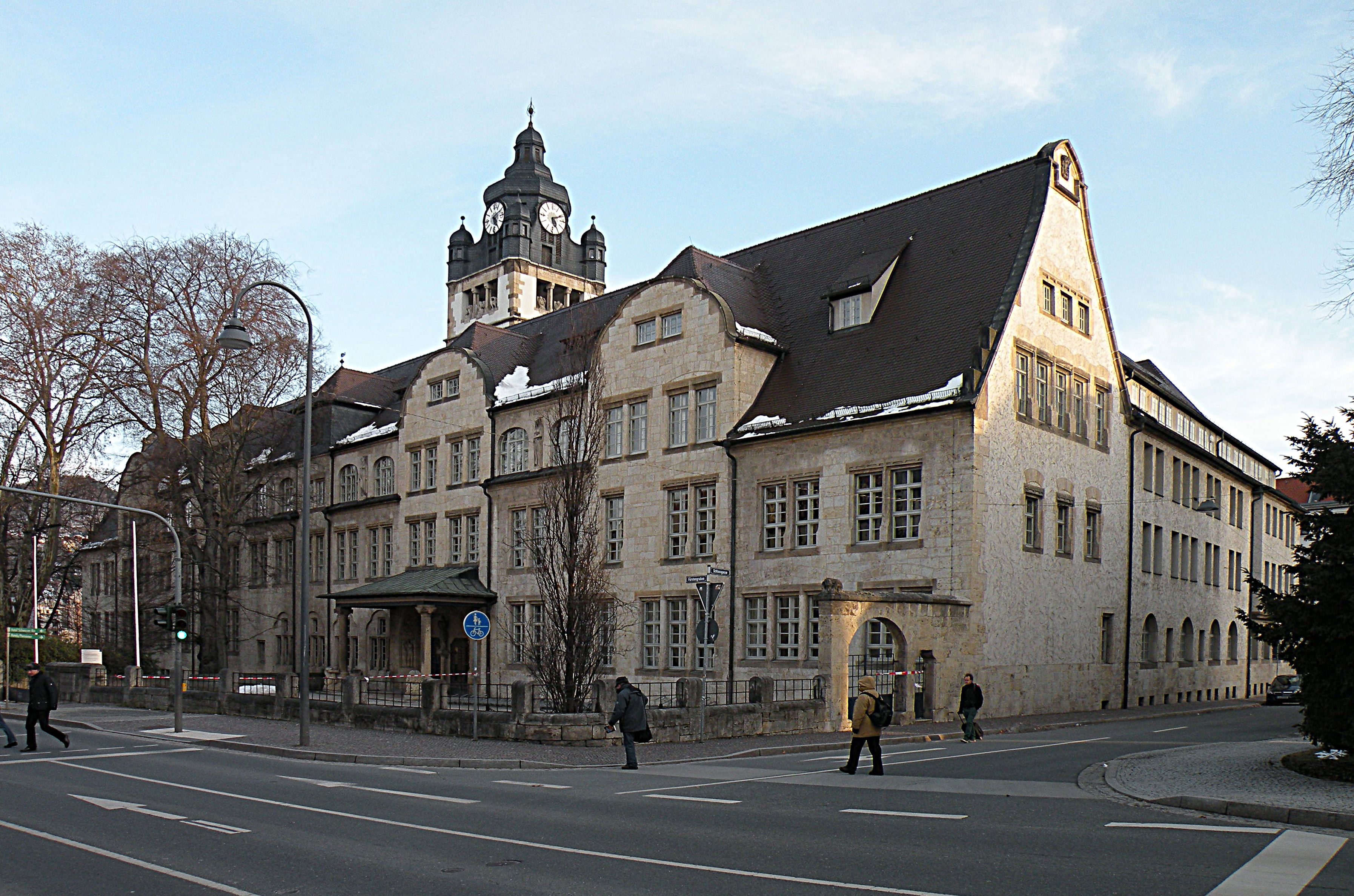
Главное здание Университета им. Фридриха Шиллера. Йена. 1905—1908
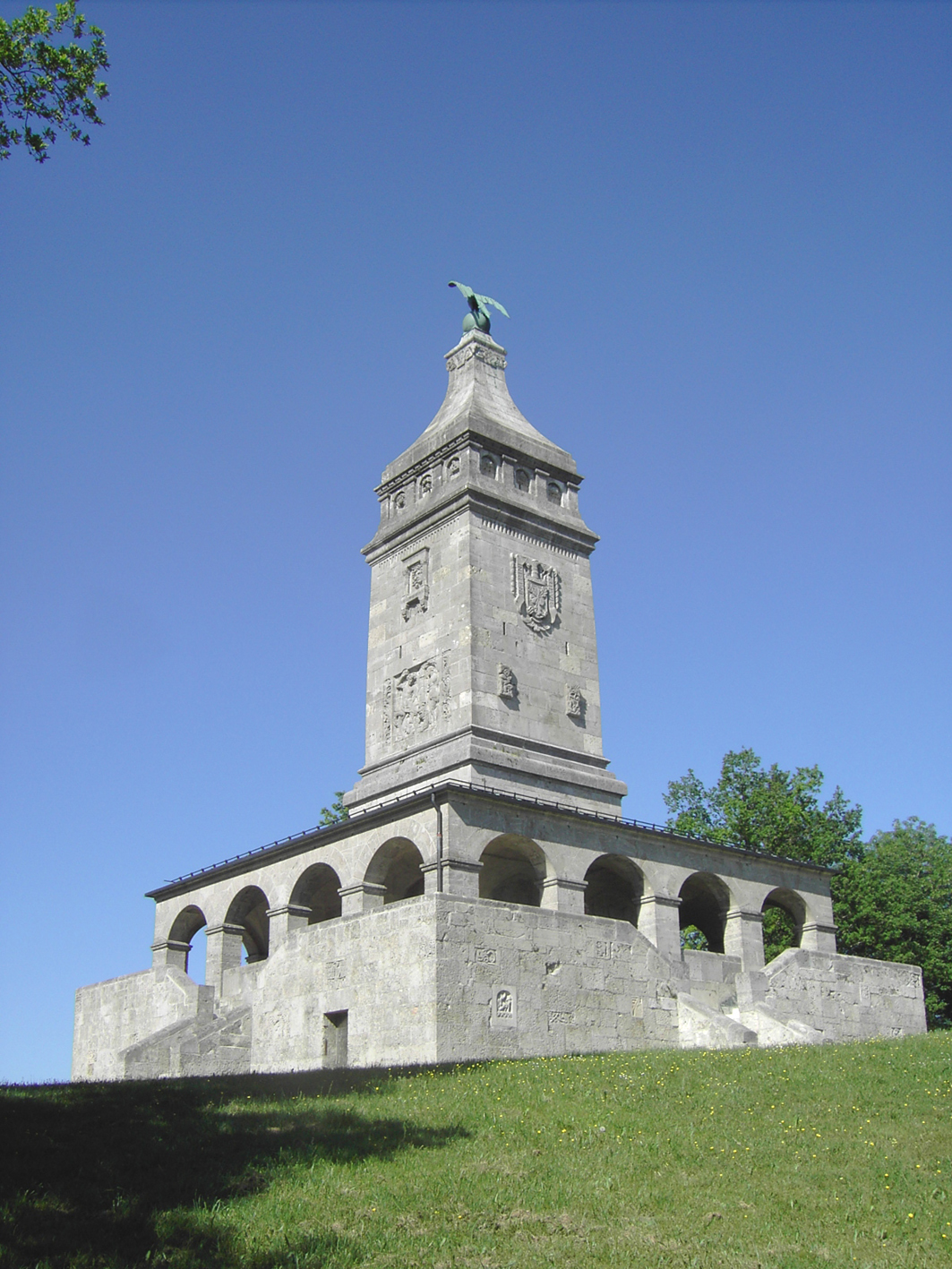
«Башня Бисмарка» на Штарнбергском озере, Бавария. 1897
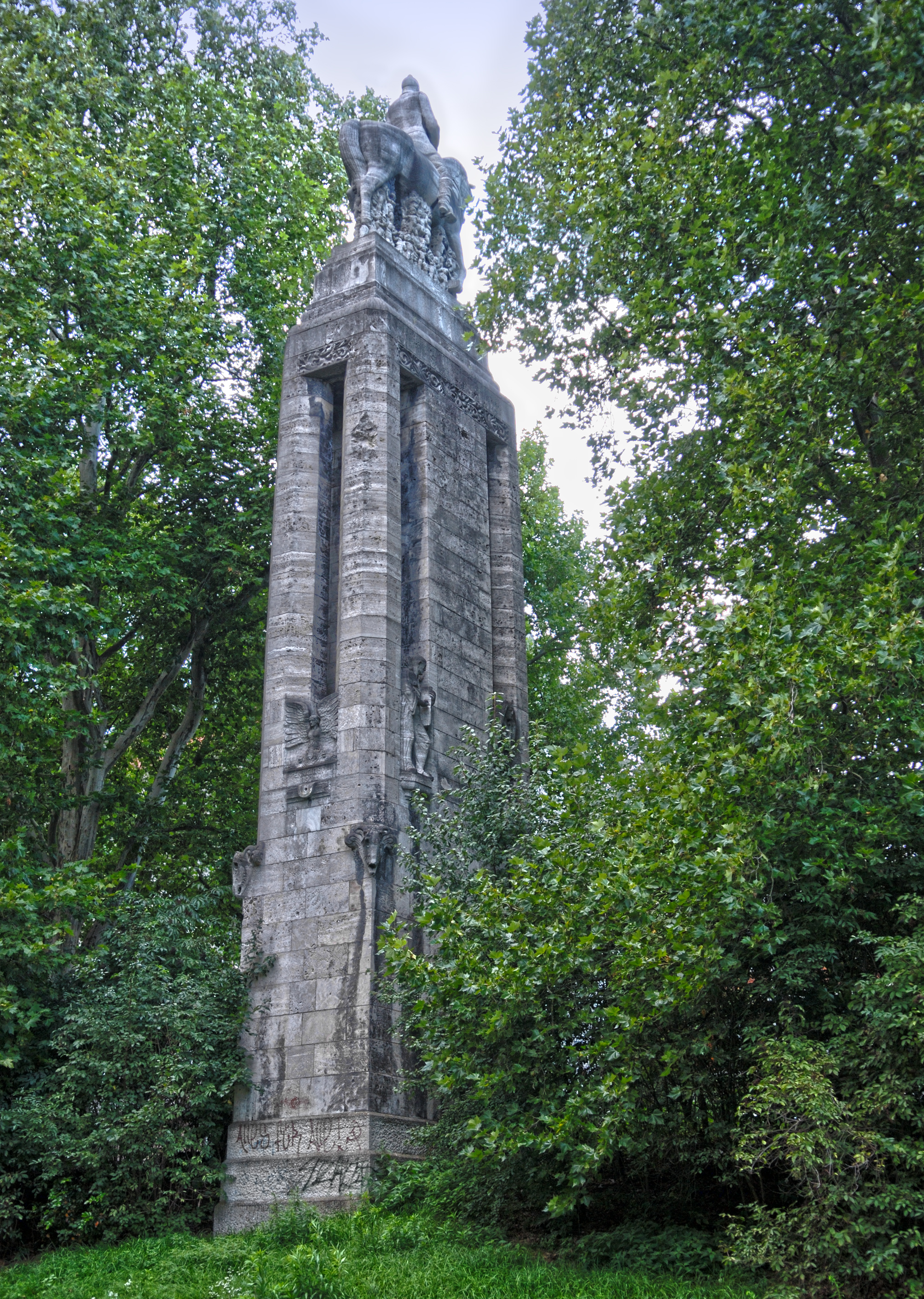
Надгробие Бисмарка. Нюрнберг
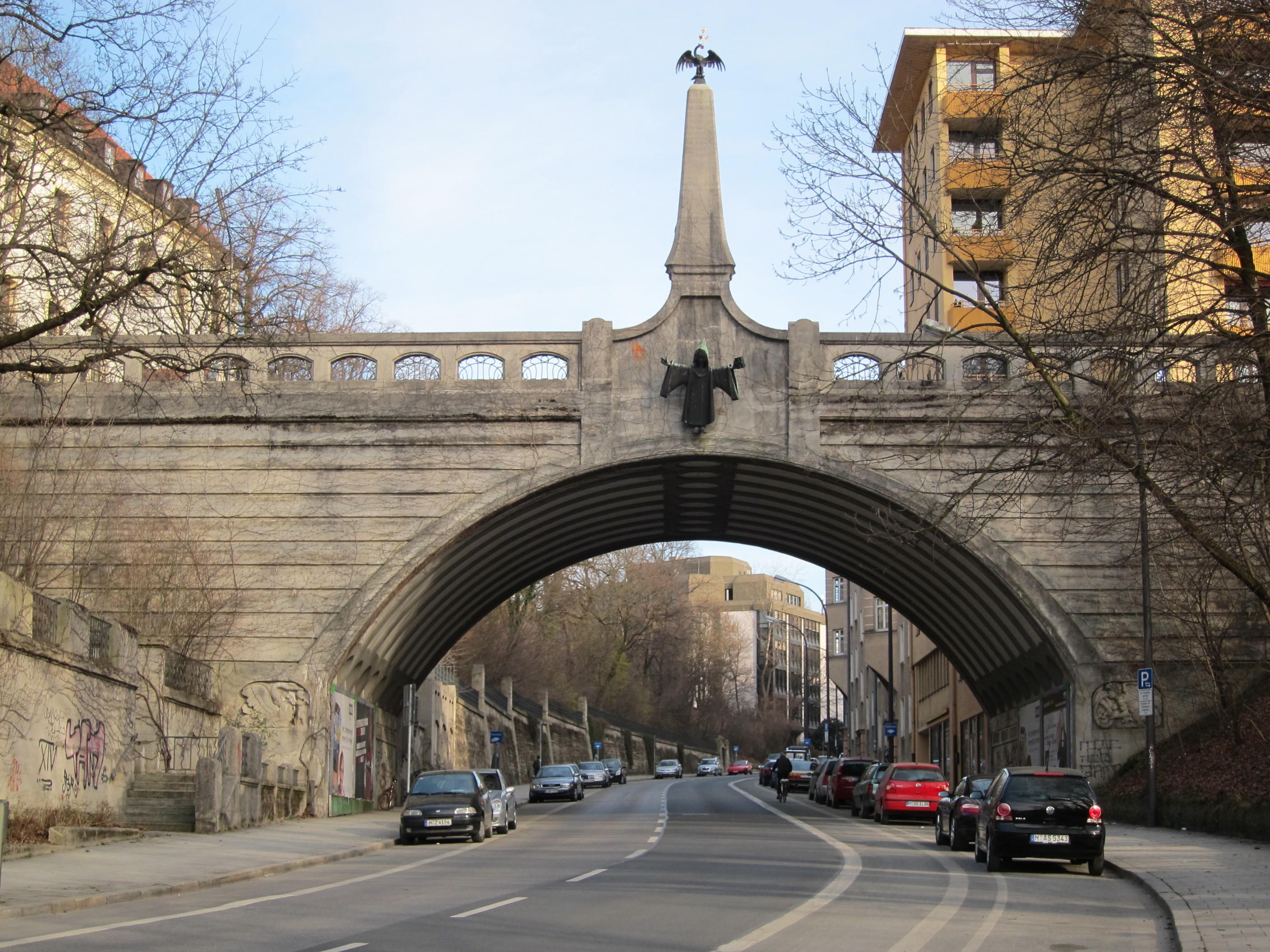
Мост Гебшаттель. Мюнхен
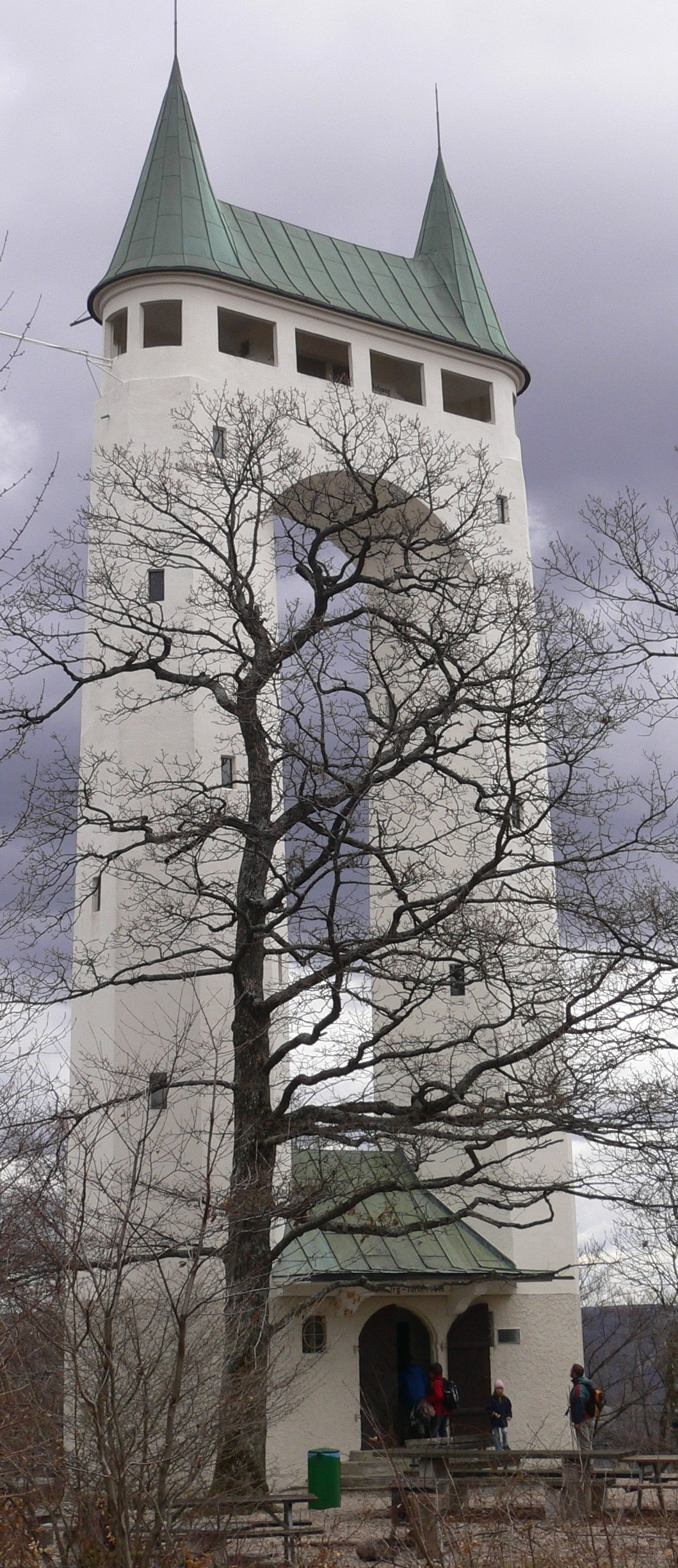
Башня Шёнберг. Пфуллинген
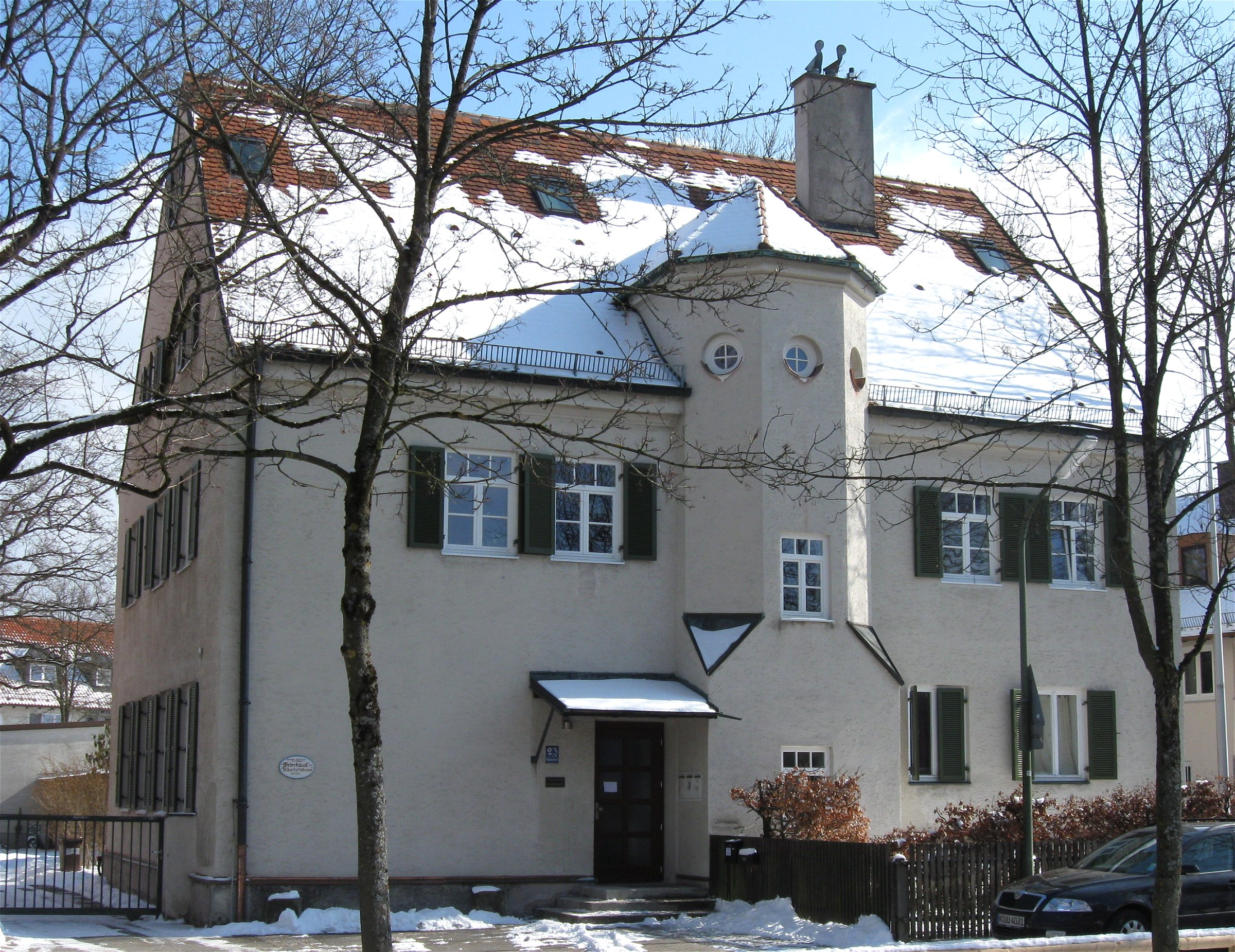
Дом на Себастьян-Бауер-штрассе. Мюнхен
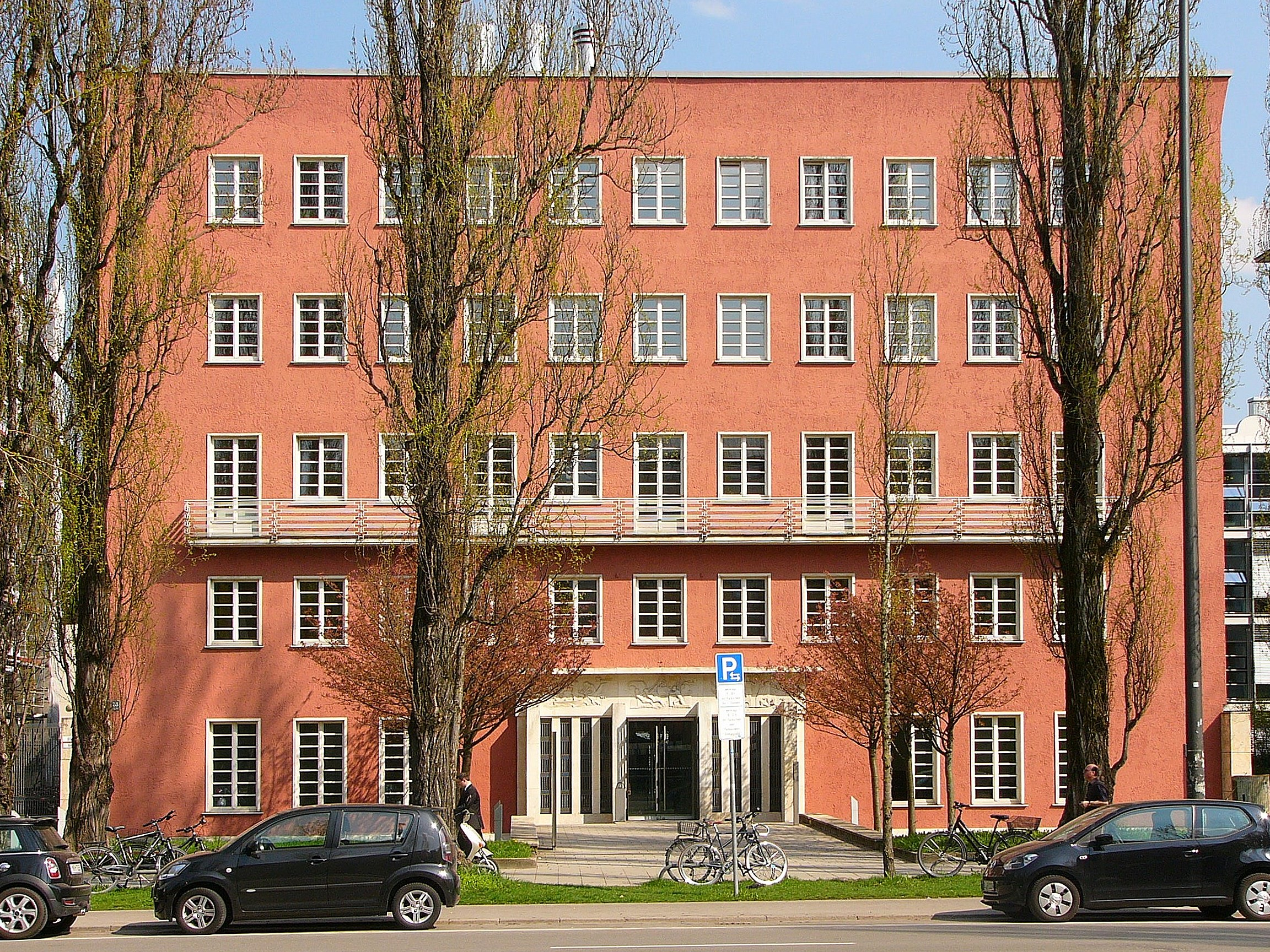
Административное здание. Мюнхен. 1928—1929
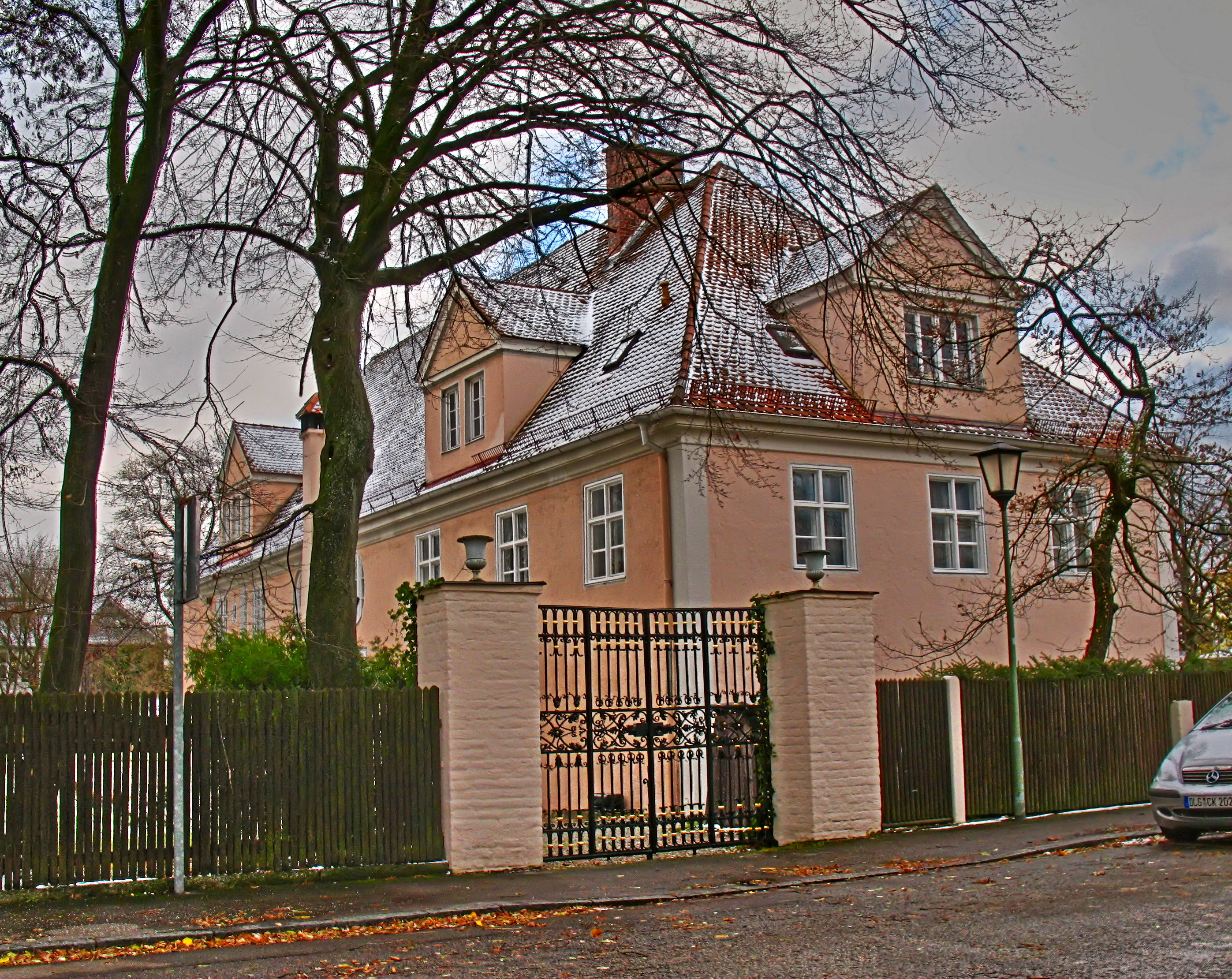
Дом Лаймера. Мюнхен